# ラホマ (映画)
『ラホマ』(Lahoma) は、1920年に制作されたアメリカ合衆国の映画、サイレントの西部劇で、エドガー・ルイスが監督し、ピーチズ・ジャクソン、ウェイド・ボトラー、ジャック・ペリンが主演した。この作品は、J・ブレッケンリッジ・エリスの1913年の小説『Lahoma』を原作としている。

## あらすじ
1880年、オクラホマを進む開拓者の一隊が、強盗団に襲われる。命からがら逃げ出したヘンリー・グレドウェアーと養女のラホマは、小屋を見つけて逃げ込んだが、実はそこは悪人たちのアジトだった。...

## キャスト
- ピーチズ・ジャクソン - Lahoma（子ども時代）
- ルイーズ・バーナム (Louise Burnham) -	Lahoma
- ウェイド・ボトラー - Henry Gledware
- ルーリン・ライオンズ (Lurline Lyons) - Mrs. Gledware
- ジャック・ペリン - Will Compton
- ラッセル・シンプソン（英語版） - 'Brick' Willock
- F・B・フィリップス (F.B. Phillips) - Bill Atkins
- ウィル・ジェフリース (Will Jeffries) - Red Feather
- イヴェット・ミッチェル (Yvette Mitchell) - Red Fawn
- バート・リンドレー (Bert Lindley) - Red Kimball
- ジャック・カーライル (Jack Carlyle) - Kansas Kimball